# Great Is Our Sin
Albums de Revocation
Deathless
(2014)
Singles
1. Communion[1],[2]
Sortie : 24 mai 2016
2. Monolithic Ignorance[3],[4]
Sortie : 9 juin 2016
3. Crumbling Imperium[5],[6]
Sortie : 23 juin 2016
4. Arbiters of the Apocalypse[7]
Sortie : 13 juillet 2016

Great Is Our Sin (Grave est notre péché ou Grand est notre crime) est le sixième album studio du groupe de death metal américain Revocation sorti le 22 juillet 2016,,.
Cet album est avant tout un album concept sur la folie de l'Homme. Il s'inscrit dans la continuité de la discographie du groupe, mêlant comme ses prédécesseurs death metal technique, thrash metal et metal progressif. C'est aussi le premier album du groupe avec le batteur Ash Pearson, venu du groupe défunt 3 Inches of Blood en remplacement de Phil Dubois-Coyne.

## Genèse

### Contexte
Revocation est fondé en 2000 à Boston sous le nom de Cryptic Warning. Le groupe se fait un nom sur la scène locale de Boston dès 2002 avec la sortie de leur première démo. Pour autant, ce n'est qu'en 2008 grâce à la sortie de leur deuxième album studio et premier album sous le nom Revocation, Empire of the Obscene, et la tournée qui s'ensuit, que le groupe commence à attirer des labels, notamment Relapse, sur lequel le groupe finira par signer au début de l'année 2009. Les albums se succédant, le groupe se forge progressivement une solide réputation internationale, ce qui lui permet de tourner avec des groupes de renom tels que Cannibal Corpse, Behemoth et Crowbar.

### Écriture et enregistrement
Avant d'entrer en studio, le groupe passe d'abord par une phase de préproduction. Ils y abordent la conception de l'album d'une manière particulière, Ash Pearson enregistre d'abord des démos de batterie, afin que le reste des membres ait une base et une idée de la direction à suivre, puis ils créent chacun leurs parties respectives. D'après le groupe, cette méthode de fonctionnement s'est révélée productive. De plus, le fait de mettre l'accent sur la phase de prépoduction, chose qu'ils ont aussi fait sur Deathless, leur permet d'aborder le studio en ayant déjà réalisé une grosse part du travail.
Le groupe commence l'enregistrement de l'album le 2 janvier 2016 aux Planet Z Studios à Hadley, petite ville de la banlieue de Springfield au Massachusetts. Dès le début, tout leur emploi du temps est programmé, ce qui ne leur laisse pas de temps pour jammer en session. Le groupe annonce que leur album est terminé le 16 mars 2016.

## Sortie
La sortie de l'album a été annoncé le 24 mai 2016. Au même moment, le groupe sort un premier single, Communion,.
Le 9 juin 2016, le groupe sort un deuxième single, Monolithic Ignorance, sous forme de lyric vidéo,.
Une deuxième lyric vidéo sort le 23 juin 2016, pour le morceau Crumbling Imperium,.
Le 7 juillet 2016, Profanum Vulgus est rendu disponible à l'écoute sur SoundCloud.
L'album sort le 22 juillet 2016 et contient 10 titres sur l'édition standard, la version CD bénéficiant d'un morceau bonus, Altar of Sacrifice, une reprise du groupe Slayer,,.

## Caractéristiques artistiques

### Liste des titres
Toutes les chansons sont écrites et composées par Revocation.
| No  | Titre                      | Durée |
| --- | -------------------------- | ----- |
| 1.  | Arbiters of the Apocalypse | 4:20  |
| 2.  | Theatre of Horror          | 4:33  |
| 3.  | Monolithic Ignorance       | 4:33  |
| 4.  | Crumbling Imperium         | 5:24  |
| 5.  | Communion                  | 4:45  |
| 6.  | The Exaltation             | 3:40  |
| 7.  | Profanum Vulgus            | 5:27  |
| 8.  | Copernican Heresy          | 3:44  |
| 9.  | Only the Spineless Survive | 4:19  |
| 10. | Cleaving Giants of Ice     | 4:22  |

| 11. | Altar of Sacrifice (reprise de Slayer) | 2:46 |

### Style graphique
La couverture de l'album est créée par Tom Strom, qui a également réalisé celle de Deathless sorti en 2014. Dans une interview accordée au site Invisible Oranges, il explique que peindre la couverture de Great Is Our Sin était un véritable défi à côté de Deathless à cause de la complexité des thèmes abordés sur ce nouvel album. Il précise aussi qu'il travaille d'habitude sur une seule image, qu'il développe ensuite du mieux qu'il peut, et que ceci n'était simplement pas faisable sur cet album. En effet, la couverture de cet album est un triptyque, c'est-à-dire une pochette peinte en trois panneaux.
Quant à l'œuvre elle-même, Tom Strom explique que pour définir la ligne qu'il allait suivre, il a d'abord dû s’imprégner des paroles de chaque morceau de l'album. Son objectif était de s'assurer d'avoir bien cerné les thèmes centraux de ce dernier. Après cela, il a associé ces thèmes aux images auxquelles ils lui faisaient penser. On peut donc établir un parallèle entre les différentes composantes de la couverture et les morceaux de l'album :
- Arbiters of the Apocalypse : les quatre cavaliers de l'Apocalypse auquel il a ajouté une touche personnelle sur le thème de la chimère.
- Profanum Vulgus : une version unique de la pierre tombale à tentacules de Lovecraft et des squelettes, qui représentent l'avarice et la quête avide de l'Homme vers l'opulence. Les veines qui relient les différents squelettes symbolisent l'idée que notre avidité n'a pas de limite. Les globes oculaires-grenouille qui rampent sont une référence directe à Bosch.
- Communion : les rats qui représentent les pasteurs qui « crachent les pages de leur évangile sur le monde ». De plus, ces rats sont au haut de l'image, métaphore de la religion qui est au-dessus de tout. Les larves quant à elles représentent les croyants prêts à avaler tout ce que la religion a à leur offrir.

Il a encore ajouté quelques images relatives aux autres thèmes de l'album pour ensuite les associer. Le résultat résume bien Great Is Our Sin d'après lui.

### Thèmes abordés et composition
Cet album est un album concept sur la folie de l'Homme et sur comment celle-ci s'est exprimée à travers les époques. David Davidson déclare « Certains des thèmes abordés viennent de références historiques vieilles de plusieurs siècles, alors que d'autres sont malheureusement plus contemporaines, à cause du refus de l'Homme d'apprendre de ses erreurs »,,.
Pour le titre de l'album Great Is Our Sin, David Davidson s'inspire d'une citation de Charles Darwin : « If the misery of our poor be caused not by the laws of nature, but by our institutions, great is our sin » (« Si la misère de nos pauvres n'est pas causée par les lois de la nature mais par nos institutions, notre crime est grand »),.
Toujours d'après ce même David Davidson, cet album est l'album le plus varié jamais enregistré par le groupe, car il contient à la fois le morceau le plus rapide que le groupe n'ait jamais enregistré (Communion) et aussi le morceau le plus lent que le groupe n'ait jamais enregistré (Cleaving Giants of Ice). Dan Gargiulo décrit l'album comme étant « plus dark que Deathless », tout en conservant les éléments caractéristiques du groupe, qu'ils relèvent du thrash, du tech-death ou du prog. Pour le batteur Ash Pearson, ce qui est important lorsqu'on enregistre un nouvel album, c'est de toujours savoir prendre l'auditeur à contre-pied, surtout lorsqu'on s'appelle Revocation.

## Accueil
L'album a été accueilli très positivement par la majorité des critiques.
Chad Bowar du site spécialisé Loudwire dit que l'album bénéficie de morceaux bien composés, de musiciens de premier ordre et d'une variété si ample qu'elle est même capable de satisfaire le fan de metal extrême le plus averti. Il ajoute que c'est un excellent ajout à une discographie pourtant trop sous-estimée.
Max Frank de MetalSucks quant à lui, annonce d'emblée la couleur en commençant sa critique par « Que Dieu bénisse Revocation ». Il ajoute : « Comme avec un bon réalisateur de films, vous savez que vous êtes entre de bonnes mains chez Revocation ». Il qualifie l'outro de Crumbling Imperium de pièce la plus heavy que le groupe n'ait jamais composé. Il trouve aussi que l'influence du groupe Gorguts se fait très ressentir sur cet album, particulièrement au niveau de la composition de celui-ci. Néanmoins, il termine sa critique en disant que cet album n'est pas encore le vrai chef-d’œuvre que le groupe est capable de composer.
Axwellica du webzine La Grosse Radio n'a pas peur d'affirmer que cet album surclasse tous ses prédécesseurs et qu'aucun morceau n'est à jeter. Il prévient malgré tout que cet album ne sera pas au goût des amateurs de death metal progressif avec de longs ponts calmes. « Ici on parle de puissance, rapidité et violence de A à Z, aucun moment de répit. » Il compare l'album au dernier album d'Obscura,  Akroasis, car les rythmiques lui semblent assez similaires. Il n'oublie pas de préciser que cela est une bonne chose. Il termine en disant que cet album est « une preuve que Revocation est bien installé en tant qu'un des leaders du genre et qu'il n'est pas prêt d'y laisser sa place ».

## Crédits

### Composition du groupe
- David Davidson - Guitare et chant.
- Dan Gargiulo - Guitare et chant.
- Brett Bamberger - Basse et chant.
- Ash Pearson - Batterie[4],[8].

### Musiciens additionnels
- Marty Friedman - Solo de guitare sur The Exaltation[2],[8].

### Membres additionnels
- Zeuss - Production[4].
- Tom Strom - Artwork[8].
- Brian J. Ames - Mise en page[9].